# Victoria Lomasko
Victoria Valentinovna Lomasko (en russe : Виктория Валентиновна Ломаско) est une artiste graphique russe née à Serpoukhov, Russie en 1978. Son travail se concentre sur le reportage graphique à travers les peintures murales et l'art graphique dans la littérature. Pour créer son travail, Victoria Lomasko voyage à travers l'ex-Union soviétique et passe du temps avec ceux qui sont rarement représentés dans les médias. Elle réside et travaille à Moscou en Russie jusqu'en mars 2022, où elle s'exile à Bruxelles, puis en Allemagne,.

## Biographie

### Jeunesse
Victoria Lomasko naît à Serpoukhov, Russie en 1978. Son père travaille comme artiste agitprop dans une usine métallurgique secrète. À 19 ans, elle déménage à Moscou et fréquente l'Université d'État d'imprimerie à Moscou, où elle obtient son diplôme en 2003 et obtient son baccalauréat en conception de livres et en art graphique,. Elle suit également des cours à l'Institut d'art contemporain de Moscou.

### Bénévolat
Victoria Lomasko visite la prison pour mineurs de Mojaïsk pour la première fois en août 2010 en tant que bénévole pour le Centre pour la réforme pénitentiaire. Lors de ses visites, elle apprend aux détenus à dessiner. Elle continue à donner des cours de dessin dans les pénitenciers pour filles de Novy Oskol et Riazan, et dans le pénitencier pour garçons d' Aleksinejusqu'en 2014 . Toutes les œuvres créées pendant les cours ont été rassemblées et sont actuellement conservées au musée national centre d'art Reina Sofía à Madrid.

### Carrière depuis 2010

#### 2010
En 2010, Victoria Lomasko co-organise l'exposition d'art intitulée Drawing the Court avec Zlata Ponirovska à la Gelabert Studios Gallery de New York,,.
Cette même année, elle co-écrit le livre intitulé The Provinces en collaboration avec l'ancien journaliste politique Anton Nikolayev. Le livre est inspiré d'un voyage dans les provinces où ils se sont rendus. Elle co-écrit ensuite un deuxième livre avec Nikolayev intitulé Forbidden Art. Ce livre est un roman graphique documentaire de 158 pages qui documente le procès judiciaire des organisateurs de l'exposition Forbidden Art 2006 qui s'est tenue au musée Andrei Sakharov à Moscou en 2007,. Forbidden Art est publié par Boomkniga Publishers à Saint-Pétersbourg et a été nommé pour le prix Kandinsky 2010,.

#### 2012
En 2012, les dessins de Victoria Lomasko commencent à être exposés à Moscou, à Saint-Pétersbourg et dans toute l'Europe. Elle participe à des émissions comme Occupy Abay. À peu près à la même époque, elle collabore avec Nadia Plungian pour organiser The Feminist Pencil, une exposition présentant principalement l'art graphique des femmes russes. Le premier crayon féministe a lieu dans une auberge à Moscou appelée Fabrika et ne présente que six artistes. Le duo continue de travailler ensemble et en 2013 produit The Feminist Pencil 2, qui est présenté à Saint-Pétersbourg, Oslo et Berlin,.
Au moment de la réélection de Poutine, il devient extrêmement difficile pour Victoria Lomasko de publier et de montrer son travail en Russie. À cette époque, un groupe féministe au Kirghizistan l'invite à Bichkek pour animer un atelier. Au cours des années suivantes, elle voyage dans des lieux tels que le Daghestan, la Géorgie et l'Arménie, produisant une série d'œuvres explorant ces régions.

#### 2016
En 2016, Victoria Lomasko produit une exposition personnelle, Feminist Travels, qui est présentée à l'Institut Goethe de Tbilissi, en Géorgie.

#### 2017
En 2017, Victoria Lomasko crée deux expositions personnelles qui sont présentées aux États-Unis. La première, Other Russias: Angry, est exposée à la Ellis Gallery, à l'Université Carnegie Mellon en collaboration avec l'Université de Pittsburgh, tandis que Unwanted Women est exposée aux Ortega Y Gasset Art Projects à Brooklyn, New York.
Victoria Lomasko crée également une exposition intitulée The Daughter of an Artist Decorator qui est présentée au Arts Center HOME à Manchester, au Royaume-Uni.
Un recueil de l'œuvre de Victoria Lomasko est publié en mars 2017 par la maison d'édition de Brooklyn n+1 sous le titre Other Russias. C'est son premier livre en anglais (traduit par Thomas Campbell) et la première fois que son travail est rassemblé. En juin 2017, il est republié par Penguin UK, et est traduit en plusieurs langues, dont l'allemand et le français. Le livre de 320 pages se compose de deux sections : la première section, Invisible, se concentre sur les expériences des groupes marginalisés avant les manifestations de 2012. Selon les propres mots de Victoria Lomasko, « Invisible contient des histoires sur les quartiers pénitentiaires pour mineurs, les enseignants et les élèves des écoles rurales, les travailleurs migrants, les personnes âgées cherchant refuge dans l'orthodoxie russe, les travailleuses du sexe et les femmes célibataires dans l'arrière-pays russe ». La deuxième section, Angry se concentre sur les partis politiques d'opposition russes de 2012 à 2016. Selon les propres mots de Victoria Lomasko, « Angry relate les tentatives des gens de se rassembler et de reprendre leur voix et leurs droits à l'État. Il comprend des rapports sur les grands rassemblements de l'opposition qui ont eu lieu à Moscou en 2012 et les procès ultérieurs des manifestants ; les efforts de la communauté LGBT pour rester visible malgré l'adoption par le gouvernement de lois homophobes ; et les protestations des "groupes de pression" locaux et nationaux en 2015 et 2016 ». Plus tard en 2017, Victoria Lomasko se lance dans une tournée de livres aux États-Unis pour soutenir la sortie de son livre. La version anglaise d' Other Russias remporte le Prix de la Maison Pouchkine 2018 du meilleur livre en traduction,.

#### 2018
En 2018, Victoria Lomasko produit deux expositions personnelles qui sont présentées au Royaume-Uni. La première intitulée Apparition of the Last Soviet Artist est montrée au GRAD, Somerset House à Londres, et la seconde intitulée On the Eve est montrée à la Pushkin House également située à Londres.
Victoria Lomasko crée également une exposition intitulée Our Post-Soviet Land qui est présentée à Edith-Russ-Haus for Media Art, à Oldenburg, en Allemagne.

#### 2019
En 2019, Victoria Lomasko crée une collection de peintures murales intitulée Atlas qui a été réalisée au Havighurst Center for Russian and Post-Soviet Studies, à l'Université de Miami à Oxford, Ohio, États-Unis.
Elle crée ensuite une autre collection de peintures murales intitulée Separated World qui a été réalisée à Edel Assanti à Londres, au Royaume-Uni.
La peinture murale suivante qu'elle crée s'intitule Grandma's Garden, et a été réalisée au CartoonMuseum de Bâle, en Suisse.
L'œuvre suivante créée par Victoria Lomasko est un diptyque, qui a été réalisé au département russe de Dartmouth à Hanovre, New Hampshire, États-Unis.

#### 2022
Lomasko publie La Dernière Artiste Soviétique et une exposition du même nom est organisée à Brescia, Italie. En Avril, son expérience d'exil et de fuite est racontée sous le dessin de Joe Sacco dans le célèbre magazine The New Yorker.

#### 2023
Ses livres continuent d'être édités en France par l'éditeur alternatif The Hoochie Coochie et en janvier Lomasko reçoit en marge du Festival d'Angoulême le Prix Couilles au cul, le prix du courage artistique décerné chaque année au Off Of Off.

## Ouvrages
- Les Provinces, 2010
- Art interdit, 2010
- D'autres Russies, 2017
- La Dernière Artiste Soviétique, 2021

## Œuvres dans des collections publiques et des magazines
Des œuvres de Victoria Lomasko se trouvent également dans les collections publiques du musée national centre d'art Reina Sofía à Madrid, en Espagne, au Centre national d'art contemporain de Moscou, Russie, la Galerie Arsenal à Bialystok, Pologne, mais aussi Manchester et Brescia. Son œuvre a également été présentée dans des magazines tels que Russian Art and Culture, The Guardian, Art in America et The New Yorker.